# Toxidia peron
Toxidia peron is een vlinder uit de familie van de dikkopjes (Hesperiidae).
De wetenschappelijke naam van de soort is voor het eerst geldig gepubliceerd in 1824 door Pierre André Latreille. De vlinder komt voor in de Australische staten New South Wales, Queensland, Victoria, en het Australian Capital Territory. De vlinder komt daar voornamelijk in de kustgebieden voor. De larven van het dier voeden zich met Stenotaphrum secundatum, Gahnia sieberiana, Lomandra-soorten, Dianella caerulea en andere Dianella-soorten.

## Morfologie
De rupsen zijn groen of bruin, met een zwart hoofd, en bedekt met kleine wratachtige bobbeltjes. De rupsen groeien tot een lengte van ongeveer 3 centimeter. De volwassen vlinders zijn donkerbruin met een paar witte stippen. De mannetjes hebben daarnaast ook een paar zwarte en witte strepen op de voorvleugels. De vlinder heeft een vleugelspanwijdte van 30 millimeter. 

## Synoniemen
- Hesperia peron Latreille, 1824
- Telesto kochii Felder, 1862
- Hesperilla doclea Hewitson, 1868
- Telesto arsenia Plötz, 1884
- Timoconia thielei Strand, 1909